# Kasaoka
Kasaoka (japonsky 笠岡市) je město v prefektuře Okajama v Japonsku. Město bylo založeno 1. dubna 1952. K městskému obvodu patří také 31 odlehlých ostrovů, včetně skupiny sedmi obydlených
ostrovů Kasaoka.
K 28. únoru 2017 mělo město odhadem 50 160 obyvatel, 22 446 domácností a hustotu zalidnění 370 ob. / km². Celková rozloha města je 136,03 km².

## Památky a místní kulturní zařízení
- Ve městě se nachází oblast pro chov chráněných ostrorepů (čeleď Hrotnatci) a také jejich muzeum.[2]
- Muzeum umění Chikkyo (anglicky Chikkyo Art Museum)
- Z kuchařského hlediska je město známo množstvím mořských plodů a místní specialitou ramenem s kuřecím masem.

## Kriminalita a bezpečnost
V Kasaoce sídlí organizace jakuzy Asano-gumi. Asano-gumi je jedinou vyhlášenou skupinou jakuzy se sídlem v prefektuře Okajama.

## Partnerská města
Kasaoka je v partnerství s:
- Óda, prefektura Šimane, Japonsko
- Kota Bharu, Kelantan, Malajsie
- Mörbylånga, Švédsko